# Козелец заилийский
Козеле́ц заили́йский (лат. Scorzonera transiliensis) — вид двудольных растений рода Козелец (Scorzonera) семейства Астровые (Asteraceae). Впервые описан российским ботаником Михаилом Григорьевичем Поповым в 1939 году.

## Распространение и среда обитания
Известен из Китая (Синцзян-Уйгурский автономный район), Казахстана и Киргизии.
Произрастает на горных лугах на высоте около 1700 м.

## Ботаническое описание
Многолетнее травянистое растение высотой 25—75 см.
Корень стержневидный.
Стебель прямостоячий, голый или слабоопушённый, по одному или нескольким на растение.
Листья формой от линейных до линейно-ланцетных; стеблевые листья меньше прикорневых.
Соцветия-корзинки небольшие, с цветками тёмно-оранжевого цвета.
Плод — голая семянка цилиндрической формы, придаток-паппус грязно-белого цвета.

## Природоохранная ситуация
Охраняется на территории Алматинского государственного природного заповедника (Казахстан).